# Joe Wieskamp
Joseph Hinman Wieskamp, né le 23 août 1999 à Muscatine dans l'Iowa, est un joueur américain de basket-ball évoluant aux postes d'arrière et ailier.

## Biographie

### Carrière universitaire
Entre 2018 et 2021, il joue pour les Hawkeyes de l'Iowa.

### Carrière professionnelle

#### Spurs de San Antonio (2021-2022)
Il est choisi par les Spurs de San Antonio en 41e position lors de la draft NBA 2021.
En août 2021, il signe un contrat two-way. Début mars 2022, son contrat est converti en un contrat standard. En août 2022, Wieskamp signe un contrat non garanti avec les Spurs pour la saison 2022-2023 mais il n'est pas conservé pour la saison régulière.

#### Raptors de Toronto (2023)
Le 6 janvier 2023, il signe un premier contrat de 10 jours en faveur des Raptors de Toronto, puis un second. Le 11 février 2023, il signe un contrat de plusieurs années en faveur des Raptors de Toronto. Il est licencié par les Raptors en juillet 2023.

## Statistiques

### Universitaires
Les statistiques de Joe Wieskamp en matchs universitaires sont les suivantes :
| Saison    | Équipe   | Matchs | Titul. | Min./m | % Tir | % 3pts | % LF | Rbds/m. | Pass/m. | Int/m. | Ctr/m. | Pts/m. |
| --------- | -------- | ------ | ------ | ------ | ----- | ------ | ---- | ------- | ------- | ------ | ------ | ------ |
| 2018-2019 | Iowa     | 35     | 35     | 27,7   | 48,8  | 42,4   | 76,7 | 4,90    | 1,10    | 0,90   | 0,50   | 11,10  |
| 2019-2020 | Iowa     | 31     | 31     | 32,5   | 42,7  | 34,7   | 85,6 | 6,10    | 1,60    | 1,00   | 0,50   | 14,00  |
| 2020-2021 | Iowa     | 31     | 31     | 29,3   | 49,1  | 46,2   | 67,7 | 6,60    | 1,70    | 0,90   | 0,30   | 14,80  |
| Carrière  | Carrière | 97     | 97     | 29,7   | 46,7  | 41,2   | 77,1 | 5,80    | 1,50    | 0,90   | 0,40   | 13,20  |

### Professionnelles

#### Saison régulière NBA
| Saison    | Équipe      | Matchs | Titul. | Min./m | % Tir | % 3pts | % LF | Rbds/m. | Pass/m. | Int/m. | Ctr/m. | Pts/m. |
| --------- | ----------- | ------ | ------ | ------ | ----- | ------ | ---- | ------- | ------- | ------ | ------ | ------ |
| 2021-2022 | San Antonio | 30     | 0      | 6,8    | 35,7  | 32,6   | 53,8 | 0,47    | 0,30    | 0,13   | 0,10   | 2,03   |
| Carrière  | Carrière    | 30     | 0      | 6,8    | 35,7  | 32,6   | 53,8 | 0,47    | 0,30    | 0,13   | 0,10   | 2,03   |

## Distinctions
- Second-team All-Big Ten (2021)
- Third-team All-Big Ten (2020)
- Big Ten All-Freshman Team (2019)
- Iowa Mr. Basketball (2018)